# Селенат меди(II)
Селенат меди(II) — неорганическое соединение, 
соль металла меди и селеновой кислоты с формулой CuSeO4,
белые кристаллы,
растворяется в воде,
образует кристаллогидраты.

## Получение
- Растворение оксида или гидроксида меди(II) в селеновой кислоте:

{\displaystyle {\mathsf {CuO+H_{2}SeO_{4}\ {\xrightarrow {40-50^{o}C}}\ CuSeO_{4}+H_{2}O}}}
{\displaystyle {\mathsf {Cu(OH)_{2}+H_{2}SeO_{4}\ {\xrightarrow {40-50^{o}C}}\ CuSeO_{4}+2H_{2}O}}}

## Физические свойства
Селенат меди(II) образует белые кристаллы.
Растворяется в воде, не растворяется в этаноле.
Образует кристаллогидраты состава CuSeO4•n H2O, где n = 1, 2 и 5.
Соединение CuSeO4•5 H2O представляет собой очень устойчивые синие кристалы с плотностью 2,6 г/см3; они растворимы в воде и разлагаются при нагревании.
Дигидрат селената меди CuSeO4•2 H2O представляет собой бесцветные микрокристалы, а моногидрат CuSeO4•H2O — белый порошок.

## Химические свойства
- Кристаллогидраты теряют воду при нагревании:

{\displaystyle {\mathsf {CuSeO_{4}\cdot 5H_{2}O\ {\xrightarrow[{-4H_{2}O}]{110^{o}C}}\ CuSeO_{4}\cdot H_{2}O\ {\xrightarrow[{-H_{2}O}]{250^{o}C}}\ CuSeO_{4}}}}
- Селенат меди разлагается при нагревании:

{\displaystyle {\mathsf {CuSeO_{4}\ {\xrightarrow[{-0,5O_{2}}]{350^{o}C}}\ CuSeO_{3}\ \xrightarrow {385^{o}C} \ CuO+SeO_{2}}}}